# 豹的眼
豹の眼（日语：ジャガーのめ）是高垣眸的小说作品、且有原作改编的电影和电视剧。

## 剧情
在东南亚旅行的日本青年黑田杜夫在一艘海盗船上就下了中国少女锦华，因此卷入了和妄想复苏清朝的组织豹的眼争夺秘宝的战斗。

### 人员
- 原作：高垣眸（「少年倶楽部」連載）
- 企画：西村俊一
- 脚本：御手俊治、森利夫、伊上勝
- 監督：船床定男
- 音楽：小川寛興
- 製作：宣弘社